# Luanco
Luanco är en ort i Spanien.   Den ligger i provinsen Province of Asturias och regionen Asturien, i den norra delen av landet, 400 km norr om huvudstaden Madrid. Luanco ligger 13 meter över havet och antalet invånare är 10 672.
Terrängen runt Luanco är platt. Havet är nära Luanco åt nordost. Runt Luanco är det tätbefolkat, med 459 invånare per kvadratkilometer. Närmaste större samhälle är Gijón, 13,8 km sydost om Luanco. Omgivningarna runt Luanco är en mosaik av jordbruksmark och naturlig växtlighet.